# Skat i Norge
Skat i Norge vedtages af Stortinget for et år ad gangen. Skat defineres som ydelser fra private til det offentlige uden konkrete vederlag. Skatteniveauet i Norge har varieret mellem 40 og 45 % af BNP siden 1970'erne. Størstedelen af skatteindtægterne tilfalder staten, men omkring 12 % tilfalder kommunerne og omkring 2 % går til fylkeskommunerne. Udover den almindelige skat, så findes der en lang række indirekte skatter. Staten får de fleste skatteindtægter fra moms, indtægtsskat i oliesektoren, arbejdsgiverafgift og skat på almindelige indtægt for personer. De fleste direkte skatter indkræves af Skatteetaten, mens de fleste indirekte skatter indkræves af Toll- og avgiftsetaten.
Ordet skat (skatt) kommer af det norrøne ord skattr. Ligesom i Danmark bliver en indirekte skat ofte refereret til som en afgift (avgift)

## Retsgrundlag
Folkets ret til selv at bestemme sine skatter er et fundamentalt princip i et demokrati. I Norge er dette princip nedfældet i Grundloven § 75 bogstav a:
 Det tilkommer Storthinget (...) at paalægge Skatter, Afgifter, Told og andre offentlige Byrder, som dog ikke gjælde udover 31te December i det næst paafølgende Aar, medmindre de af et nyt Storthing udtrykkelig fornyes.

Skatter, afgifter og told vedtages af Stortinget for et år ad gangen gennem de årlige skatte-, afgifts- og toldvedtægter (plenarvedtag). Stortinget må dermed hvert år tage stilling til i, hvilken grad det er ønskeligt at foretage ændringer i skatte- og afgiftsoplægget. Der er som udgangspunkt ingen andre begrænsninger i Stortingets beskatningsmyndighed efter Grundlovens § 75 bogstav a, end de som følger af Grundloven selv. Forbuddet mod tilbagevirkende love i Grundlovens § 97 er et eksempel på en sådan begrænsning.
De nærmere skatteregler er givet i en række love med tilhørende forskrifter. Centrale love er bl.a. skatteloven, folketrygdloven, arveafgiftsloven, ejendomsskatteloven, momsloven, særafgiftsloven og toldoven.
Stortinget fastsætter hvert år maksimumsatser for skat til kommunerne af formue og indtægt og skat til fylkeskommunerne af indtægt. Kommunestyrer og fylkesting skal i forbindelse med budgettet vedtage satser for indtægtsskat til kommune og fylkeskommune. I tillæg kan kommunerne udskrive ejendomsskat.

## Skatteadministration
Det er Finansdepartementets opgave at iværksætte den økonomiske politik som Stortinget har vedtaget. For at iværksætte Stortingets skatte- og afgiftsoplæg får Finansdepartementet støtte af to underliggende etater: Skatteetaten og Told- og afgiftsetaten.
Skatteetaten indkræver direkte skatter samt moms ved indenlands omsætning. Skatteetaten omfatter Skattedirektoratet og skattekontor i fem regioner. Stortingets budgetvedtag og Finansdepartementets styringsplaner meddeles Skatteetaten i et årlig tildelingsbrev. I tildelingsbrevet for 2010 hedder det at:
 Skatteetatens formål er at sikre korrekt fastsættelse og indbetaling af de direkte og indirekte skatter som Stortinget vedtager. Dette skal ske gennem:
- Rigtig og effektiv forskudsudskrivning og udligning af skat på indtægt og formue, og af sundhedsafgifter
- Rigtig og effektiv fastsættelse af moms og andre afgifter
- Effektiv indkrævning af moms og andre afgifter
- Faglig tilsyn med de kommunale skatteopkrævernes indkrævning af fællesskat og arbejdsgiverafgift

Told- og afgiftsetaten indkræver moms ved import, særafgifter og told. Told- og afgiftsetaten består af Told- og afgiftsdirektoratet centralt, i tillæg til 6 toldregioner, 20 toldsteder og 4 ekspeditions- og kontrolenheder. Stortingets budgetvedtag og Finansdepartementets styringssignaler meddeles Told- og afgiftsetaten i et årlig tildelingsbrev. I tildelingsbrevet for 2010 hedder det at:
 Told- og afgiftsetatens overordnede mål er at hindre ulovlig ind- og udførsel af varer, og sikre rigtig deklarering, fastsættelse og rettidig indbetaling af told og afgifter.

## Skatteniveau

### Skat som andel af BNP
Det samlede skatte- og afgiftsniveauet i Norge er blandt de højeste i OECD og udgjorde i 2010 42,8 % af bruttonationalproduktet (BNP). Skatteniveauet i Norge adskiller sig imidlertid ikke særlig fra skatteniveauet i det nordvestlige Europa. I 2010 havde Danmark, Sverige, Belgien, Italien og Frankrig et højere samlet skatte- og afgiftsniveau end Norge. Skatteniveauet i Norge har varieret mellem 40 og 45 % af BNP siden 1970-tallet.
Selvom skat som andel af BNP kan være nyttig som en indikator på det offentliges rolle i økonomien og skattesystemets rolle for at finansiere offentlige varer og tjenester og omfordeling af indtægt, har denne målemetode klare begrænsninger:
- Et land som hovedsageligt bruger direkte overførsler for at støtte forskellige grupper, vil fremstå med højere skat som andel af BNP end et land som hovedsageligt bruger forskellige skattefradrag o.l., selv om samlet støtteniveau er identisk.
- Skat som andel af BNP påvirkes af i hvilken grad forskellige sociale sundhedsydeleser og andre overførselsindkomster er skattepligtige. I et land som Norge, hvor disse ofte er skattepligtige, vil skat som andel af BNP være højere end i land hvor disse indtægter er skattefrie, selv om nettoydelserne er ens.
- Skat som andel af BNP vil påvirkes af om landene har offentlige eller private pensionssystemer. Et offentlig pensionssystem indebærer ofte besparelser gennem skattesystemet (sundheds- og pensionspræmier). Sådanne lande vil fremstå med højere skat som andel af BNP end land hvor sådanne ordninger organiseres som indbetalinger til private pensionsordninger.
- Konjunktursituationen i det enkelte land vil også påvirke skatteniveauet som andel af BNP, fordi væksten i skatteindtægter på grund af ændret økonomisk aktivitet kan afvige fra væksten i BNP. Skat som andel af BNP kan da ændre sig uden, at det har vært gennemført ændringer i skattereglerne. Ændringer i skat som andel af BNP reflektere dermed ikke forskellige i skattepolitikker, hverken over tid eller mellem lande.

På grund af svagheder ved indikatorer som måler skatteniveau i Norge og andre lande, er det vigtigt at være forsigtige i tolkningen af ændringer fra år til år, og forskelle mellem lande.
Norge har i tillæg en svært speciel virksomhedsstruktur med en betydelig værdiskabelse i oliesektoren. Oliesektoren er kendetegnet ved et merafkast (grundrente) som er genstand for en særskilt grundrentebeskatning. Dette vanskeliggør en sammenligning af skatteniveauet i Norge med skatteniveauet i andre lande.

### Skat på lønindtægt
OECD beregner hvert år gennemsnitsskatten og marginalskaten på lønindtægt i medlemslandene for forskellige indtægtsniveauer. Indtægtsniveauerne måles i procent af gennemsnitslønnen (AW) i de respektive lande. I beregningerne forudsættes det, at skatteyderne kun har lønindtægt og at de ikke har fradrag udover standardfradragene (som for Norge omfatter mindstefradraget og personfradraget).
Tabellen nedenfor viser gennemsnitsskatten på lønindtægt både med og uden arbejdsgiverafgift for indtægter på 67 % af gennemsnitsløn (AW), 100 % af gennemsnitsløn og 133 % af gennemsnitsløn i udvalgte OECD-land i Nordvesteuropa. Tabellen viser at det af disse lande kun er Storbritannien som gennemgående har lavere gennemsnitsskat på lønindtægt end Norge.
|                | Gennemsnitsskat uden arbejdsgiverafgift | Gennemsnitsskat uden arbejdsgiverafgift | Gennemsnitsskat uden arbejdsgiverafgift | Gennemsnitsskat inkl. arbejdsgiverafgift | Gennemsnitsskat inkl. arbejdsgiverafgift | Gennemsnitsskat inkl. arbejdsgiverafgift |
| -------------- | --------------------------------------- | --------------------------------------- | --------------------------------------- | ---------------------------------------- | ---------------------------------------- | ---------------------------------------- |
| Land           | 67 % AW                                 | 100 % AW                                | 133 % AW                                | 67 % AW                                  | 100 % AW                                 | 133 % AW                                 |
| Norge          | 25,2                                    | 28,7                                    | 32,8                                    | 33,7                                     | 36,8                                     | 40,4                                     |
| Danmark        | 37,2                                    | 38,6                                    | 41,6                                    | 37,2                                     | 38,6                                     | 41,6                                     |
| Finland        | 22,1                                    | 29,1                                    | 33,6                                    | 36,3                                     | 42,0                                     | 45,7                                     |
| Sverige        | 21,9                                    | 24,7                                    | 30,6                                    | 40,6                                     | 42,7                                     | 47,2                                     |
| Belgien        | 35,4                                    | 42,1                                    | 46,3                                    | 49,5                                     | 55,4                                     | 58,7                                     |
| Frankrig       | 25,9                                    | 27,8                                    | 31,0                                    | 45,5                                     | 49,3                                     | 51,6                                     |
| Holland        | 27,2                                    | 31,9                                    | 35,1                                    | 33,7                                     | 38,4                                     | 40,4                                     |
| Storbritannien | 22,8                                    | 25,5                                    | 27,6                                    | 29,6                                     | 32,7                                     | 34,9                                     |
| Tyskland       | 34,2                                    | 39,2                                    | 41,9                                    | 44,9                                     | 49,1                                     | 50,7                                     |

Tabellen nedenfor viser marginalskatten, dvs. den skattesatsen som pålægges den sidste kronen som skatteyderen har tjent, på lønindtægt både med og uden arbejdsgiverafgift for indtægter på 67 % af gennemsnitsløn (AW), 100 % af gennemsnitsløn og 133 % af gennemsnitsløn i udvalgte OECD-land i Nordvesteuropa. Tabellen viser at det af disse lande kun er Storbritannien som gennemgående har lavere marginalskat på lønindtægt end Norge.
|                | Marginalskat uden arbejdsgiverafgift | Marginalskat uden arbejdsgiverafgift | Marginalskat uden arbejdsgiverafgift | Marginalskat inkl. arbejdsgiverafgift | Marginalskat inkl. arbejdsgiverafgift | Marginalskat inkl. arbejdsgiverafgift |
| -------------- | ------------------------------------ | ------------------------------------ | ------------------------------------ | ------------------------------------- | ------------------------------------- | ------------------------------------- |
| Land           | 67 % AW                              | 100 % AW                             | 133 % AW                             | 67 % AW                               | 100 % AW                              | 133 % AW                              |
| Norge          | 35,8                                 | 35,8                                 | 44,8                                 | 43,1                                  | 43,1                                  | 51,1                                  |
| Danmark        | 40,9                                 | 42,3                                 | 56,1                                 | 40,9                                  | 42,3                                  | 56,1                                  |
| Finland        | 42,5                                 | 43,7                                 | 47,5                                 | 53,0                                  | 54,0                                  | 57,0                                  |
| Sverige        | 28,5                                 | 31,5                                 | 51,5                                 | 45,6                                  | 47,9                                  | 63,1                                  |
| Belgien        | 54,9                                 | 54,9                                 | 59,4                                 | 66,3                                  | 66,3                                  | 68,2                                  |
| Frankrig       | 31,7                                 | 31,7                                 | 42,3                                 | 63,2                                  | 52,0                                  | 59,7                                  |
| Holland        | 43,3                                 | 41,7                                 | 50,1                                 | 49,3                                  | 47,9                                  | 50,1                                  |
| Storbritannien | 31,0                                 | 31,0                                 | 41,0                                 | 38,8                                  | 38,8                                  | 47,7                                  |
| Tyskland       | 46,7                                 | 51,8                                 | 51,9                                 | 55,3                                  | 59,5                                  | 56,8                                  |

## Fordeling af offentlige skatte- og afgiftsindtægter
I 2010 gik omkring 86 % af de samlede skatteindtægter til staten, omkring 2 % til fylkeskommunerne og omkring 12 % til kommunerne. Staten fik de største skatteindtægter fra moms, indtægtsskat i oliesektoren, arbejdsgiverafgift og skat på almindelige indtægt for personer. Kommunerne og fylkeskommunerne modtog de største skatteindtægterne fra skat på almindelige indtægt for personer.
Tabellen nedenfor giver en samlet oversigt over hovedgrupperne af skatter og afgifter og hvilken del af offentlig sektor, som modtog indtægterne fra hver hovedgruppe.
|                                                                              | Stat  | Kommune | Fylke | I alt   |
| ---------------------------------------------------------------------------- | ----- | ------- | ----- | ------- |
| Personlige skatteydere                                                       | 218,5 | 115,9   | 22,2  | 356,7   |
| Skat på almindelig indtægt                                                   | 104,5 | 107,4   | 22,2  | 234,2   |
| Topskat                                                                      | 19,0  | -       | -     | 19,0    |
| Sundhedsafgift                                                               | 90,2  | -       | -     | 90,2    |
| Formueskat                                                                   | 4,8   | 8,5     | -     | 13,3    |
| Virksomheder (skattepligtige)                                                | 59,2  | 1,3     | 0,2   | 60,8    |
| Indtægtsskat (medregnet kraftværk)                                           | 58,9  | 1,3     | 0,2   | 60,4    |
| Formueskat                                                                   | 0,3   | -       | -     | 0,3     |
| Ejendomsskat                                                                 | -     | 6,6     | -     | 6,6     |
| Arbejdsgiverafgift                                                           | 132,0 | -       | -     | 132,0   |
| Afgifter                                                                     | 290,7 | -       | -     | 290,7   |
| Moms                                                                         | 194,4 | -       | -     | 194,4   |
| Særafgifter og told                                                          | 96,3  | -       | -     | 96,3    |
| Olie                                                                         | 181,4 | -       | -     | 181,4   |
| Skat på indtægt                                                              | 177,6 | -       | -     | 177,6   |
| Afgift på udvinding mv.                                                      | 3,8   | -       | -     | 3,8     |
| Andre skatter og afgifter                                                    | 27,8  | 0,5     | -     | 28,4    |
| Social understøttelse og pensionspræmier, andre stats- og sundhedsregnskaber | 21,0  | -       | -     | 21,0    |
| Skat på udbytte til udenlandske aktionærer                                   | 1,7   | -       | -     | 1,7     |
| Arveafgift                                                                   | 2,2   | -       | -     | 2,2     |
| Andre skatter og afgifter                                                    | 2,9   | 0,5     | -     | 3,4     |
| Samlede skatter og afgifter                                                  | 909,7 | 124,3   | 22,5  | 1 056,5 |
| Heraf direkte skatter                                                        | 619,0 | 124,3   | 22,5  | 765,8   |

## Direkte skatter

### Indtægtsskat for personer
Norge har, i lighed med de andre lande i Norden, indført en dobbelt indtægtsskat. Under en dobbelt indtægtsskat bliver arbejds- og pensionsindtægt beskattet med progressive rater, mens kapitalindtægter beskattes med en flad skat. I Norge indgår arbejds-, kapital- og virksomhedsindtægter i almindelig indtægt som beskattes med en flad sats på 27 % fra og indtægtsåret 2014. Arbejdsindtægter indgår i tillæg i personindtægt som er grundlag for trygdeafgift og topskat. Arbejdsindtægter beskattes dermed progressivt med marginalskattesatser fra 0 % til 54,3 % (inkluderet arbejdsgiverafgift).

#### Tryghedsafgift
Tryghedsafgiften har historisk set vært en forsikringspræmie til folketrygden, men den har i dag karakter af at være en indtægtsskat. Beregningsgrundlaget for tryghedsafgiften er personindtægt. Personindtægt omfatter først og fremmest arbejdsindtægt og virksomhedsindtægt som skyldes aktiv indsats, men som udgangspunkt ikke kapitalindtægt, og det er ingen ret til omkostningsfradrag i arbejdsindtægter og begrænset ret til omkostningsfradrag i virksomhedsindtægter. Tryghedsafgiften er delt ind i en lav sats for pensionsindtægter, en mellemsats for lønindtægter og en høj sats for virksomhedsindtægter. Det er ingen egentlige skattefrie beløb ved beregning af tryghedsafgiften. Det er imidlertid sat en nedre grænse for betaling af tryghedsafgift på 39.600 kroner. For indtægt over dette pålægges det trygdeafgift fra første krone, men stadig sådan at trygdeafgiften ikke kan udgør mere end 25 % (optrapningssatsen) af personindtægten over 39.600 kroner. Fordi der ikke bliver indkrævet skat dersom samlet skat er under 100 kroner (inkluderet eventuelle gebyrer og renter), er nedre grænse for at betale skat i praksis 39.950 kroner. Dette omtales gerne som "frikortgrænsen".
| Nedre grænse for at betale tryghedafgift | 39.600 kroner |
| Optrapningssats                          | 25,0 %        |
| Sats                                     |               |
| Pensionsindtægt                          | 4,7 %         |
| Lønindtægt                               | 7,8 %         |
| Virksomhedsindtægt                       | 11,0 %        |

#### Skat på almindelig indtægt
Personlige skattepligtige (og dødsboer) pålægges en flad skat på 28 % på almindelig indtægt (24,5 % i Finnmark og kommunerne Karlsøy, Kvænangen, Kåfjord, Lyngen, Nordreisa, Skjervøy og Storfjord i Troms fylke). Almindelig indtægt omfatter både arbejds-, kapital- og virksomhedsindtægter.
Skatten på almindelig indtægt består af en fællesskat til staten, til fylkeskommunen og til kommunen.
| Kommunalt              | 11,60 % |
| Fylkeskommunen         | 2,65 %  |
| Fællesskat til staten  |         |
| Finnmark og Nord-Troms | 10,25 % |
| Resten af landet       | 13,75 % |

##### Fradrag
Bundfradragene i almindelig indtægt bidrager til en progressiv indtægtsbeskatning ved at de reducerer gennemsnitsskatten relativt mere for lave indtægter end for høje indtægter. Dagens indtægtsskattesystem har to generelle bundfradrag: mindstefradraget og personfradraget.
Mindstefradraget fastsættes som en andel af indtægten med en øvre og nedre grænse. Det skilles mellem mindstefradrag for lønindtægt og mindstefradrag for pensionsindtægt. For lønindtægt er satsen 38 %. Mindstefradraget for pensionsindtægt er noget lavere end mindstefradraget for lønindtægt. Mindstefradraget for lønindtægter og mindstefradraget for pensionsindtægter samordnes for skatteydere som har både løn- og pensionsindtægter, sådan at det samlede fradrag ikke kan overstige deen øvre grænse i mindstefradraget for lønindtægter.
Personfradraget er et generelt bundfradrag i almindelig indtægt, det vil sige, at det gives i alle indtægter (løn-, pensions-, kapital- og virksomhedsindtægter). Enlige forsørgere og ægtepar hvor den ene ægtefælle er hjemmegående eller har lav arbejdsindtægt, beskattes i klasse 2 og får dermed dobbelt personfradrag.
| Personfradrag                    |               |
| Klasse 1                         | 45.350 kroner |
| Klasse 2                         | 90.700 kroner |
| Mindstefradrag i lønindtægt      |               |
| Sats                             | 38,0 %        |
| Nedre grænse                     | 31.800 kroner |
| Øvre grænse                      | 78.150 kroner |
| Mindstefradrag i pensionsindtægt |               |
| Sats                             | 26,0 %        |
| Nedre grænse                     | 4.000 kroner  |
| Øvre grænse                      | 65.450 kroner |

Almindelig indtægt er et nettoindtægtsbegreb, dvs. at det skal gives fradrag for omkostninger som er pådraget for at erhverve indtægten. Det gives derfor fradrag for faktiske omkostninger knyttet til indtægtserhvervelse dersom disse er højere end mindstefradraget. Der gives i tillæg en række fradrag i almindelig indtægt, som sømandsfradrag, fiskerfradrag, jordbrugsfradrag, særfradrag for store sygdomsudgifter, fradrag for indbetaling til individuel pensionsordning, fradrag for rejser mellem hjem og arbejd, fradrag for gaver til frivillige organisationer, fradrag for indbetalt fagforeningskontingent, boligopsparing for unge under 34 år og forældrefradrag for legitimerede udgifter til pasning og pleje af børn.

##### Skat på pensionsindtægt
Særlige skatteregler sikrer at pensionister og enlige modtagere af sociale ydelser betaler mindre skat end lønmodtagere med tilsvarende indtægter.
Det gives et særskilt skattefradrag for pensionsindtægt for AFP- og alderspensionister som sikrer, at der ikke betales skat af en pension tilsvarende mindstepension, og at der over dette niveauet betales mindre skat af pension end af løn. Skattefradraget nedtrappes mod pensionsindtægt over mindstepension, sådan at differencen mellem skat på pension og løn bliver mindre eftersom pensionsindtægten stiger.
Førtidspensionister får et særfradrag for handicap i almindelig indtægt. Der gælder videre en skattebegrænsningsregel for uførepensionister med mere end 2/3 handicapgrad og for modtagere af enkelte behovsprøvede ydelser, blandt andet enlige forsørgere som modtager overgangsydelse. Reglen medfører at indtægt på omkring mindstepensionsniveau er skattefri. Indtægter over dette, inkluderet et formuetillæg, beskattes med en sats på 55 %, sådan at fordelen trappes ned indtil det lønner sig at blive skatlagt efter ordinære skatteregler.
I tillæg er tryghedsafgiften på pension noget lavere end på løn, mens mindstefradraget er noget lavere for pensionsindtægt end for lønindtægt.
| Særskilt skattefradrag for pensionister               |                |
| Maksimalt beløb                                       | 29.300 kroner  |
| Nedtrapning, trin 1                                   |                |
| Grænseværdi                                           | 165.000 kroner |
| Sats                                                  | 15,3 %         |
| Nedtrapning, trin 2                                   |                |
| Grænseværdi                                           | 251.700 kroner |
| Sats                                                  | 6,0 %          |
| Særfradrag for handicap mv.                           | 32.000 kroner  |
| Skattebegrænsningsregelen for førtidspensionister mv. |                |
| Aftrapningssats                                       | 55,0 %         |
| Skattefri nettoindtægt                                |                |
| Enlige                                                | 122.100 kroner |
| Gift                                                  | 112.200 kroner |
| Formuetillæg                                          |                |
| Sats                                                  | 1,5 %          |
| Enlige                                                | 200.000 kroner |
| Gift                                                  | 100.000 kroner |

##### Aktionærmodellen
Aktieindtægter (udbytter og gevinster ved salg af aktier) beskattes efter aktionærmodellen. Dette indebærer at aktieindtægter til personer som overstiger et rentefradrag, beskattes som almindelig indtægt, mens aktieindtægter under rentefradraget er skattefrie. Grundlaget for at beregne rentefradraget (rentegrundlaget) sættes i udgangspunktet til aktiens kostpris (dvs. det en betalte for aktien). Rentefradraget beregnes som rentegrundlaget multipliceret med rentesatsen. Rentefradraget svarer til den risikofrie alternativafkast ved at investere i obligationer. Dette betyder at kun ekstraafkast ved at investere i aktier bliver beskattet med 28 %.
Udbytte deles ud af virksomhedes overskud som er beskattet med 28 %. Udbytte udover rentefradraget bliver beskattet med yderligere 28 %. Den maksimale marginalskattesats på udbytte bliver dermed 48,16 %.
{\displaystyle Marginalskattesats=0,28+(1-0,28)*0,28=0,4816=48,16\%}

##### Deltagermodellen
Det principielle udgangspunktet for beskatningen af uddeling fra deltagerlignede selskaber til ejerne er det samme som for ejere af aktier, nemlig at indtægter som ligger indenfor rentefradraget, kun skal beskattes med 28 % skat på almindelig indtægt. Uddeling fra deltagerlignet selskab udover rentefradraget bliver beskattet som almindelig indtægt på ejerens hånd. Denne metoden omtales som deltagermodellen eller rentemetoden for deltagerlignede selskaber.

##### Virksomhedsmodellen
Det principielle udgangspunkt for beskatningen af enkeltmandsvirksomheder er det samme som i aktionærmodellen og deltagermodellen. Indtægt fra enkeltmandsvirksomheder udover rentefradraget bliver beskattet løbende som beregnet personindtægt fra virksomheden. Indtægter som ligger indenfor rentefradraget beskytter imidlertid for at blive beskattet som personindtægt, men beskattes kun som almindelig indtægt med 28 %. Denne metode omtales som virksomhedsmodellen eller rentemetoden for enkeltmandsvirksomheder.

#### Topskat
Topskat beregnes af personindtægt, dvs. det samme skattegrundlag som tryghedsafgiften. Personindtægt omfatter først og fremmest arbejdsindtægt og virksomhedsindtægt som skyldes aktiv indsats, men som udgangspunkt ikke kapitalindtægt, og det er ingen ret til omkostningsfradrag i arbejdsindtægter og begrænset ret til omkostningsfradrag i virksomhedsindtægter. Topskatten bidrager til en progressiv indtægtsbeskatning ved at den øger gennemsnitsskatten relativt mere for højere indtægter end for lavere indtægter.
| Trin 1                        |                |
| Grænseværdig                  | 490.000 kroner |
| Sats i Nord-Troms og Finnmark | 7,0 %          |
| Sats i resten af landet       | 9,0 %          |
| Trin 2                        |                |
| Grænseværdi                   | 796.400 kroner |
| Sats                          | 12,0 %         |

Den maksimale effektive marginale skattesats på lønindtægt (ekskl. arbejdsgiverafgift) er 47,8 %. Denne indtræffer for indtægt over 741.700 kroner og består af tryghedsafgift på 7,8 %, skat på almindelig indtægt på 28 % og topskat på 12 %.

### Arbejdsgiverafgift
Arbejdsgivere i både privat og offentlig sektor er forpligtigt til at betale arbejdsgiverafgift af lønomkostninger. Arbejdsgiverafgiften skal bidrager til at finansiere omkostninger til sociale ydelse til for eksempel sygedagpenge og dagpenge. Arbejdsgiverafgiften er regionalt differencieret, sådan at afgiftssatsen afhænger af, hvor virksomheden er lokaliseret. Satsen varierer fra 0 % til 14,1 %.
| Zone     | Sats   |
| Zone I   | 14,1 % |
| Zone Ia  | 14,1 % |
| Zone II  | 10,6 % |
| Zone III | 6,4 %  |
| Zone IVa | 7,9 %  |
| Zone IV  | 5,1 %  |
| Zone V   | 0,0 %  |

Når arbejdsgiverafgiften inkluderes bliver den maksimale marginale skattesats på lønindtægt 54,3 %.
{\displaystyle Marginalskattesats={\frac {(7,8+28+12)+14,1}{100+14,1}}=0,5425=54,25\%}

### Indtægtsskat for selskaber
Overskud i selskaber beskattes som almindelig indtægt med en flad skattesats på 28 %. Almindelig indtægt for selskaber er defineret som samlede indtægter, fratrukket alle udgifter i industrivirksomheden, herunder skattemæssige afskrivninger. I tillæg beskattes overskuddet på ejernes hånd gennem udbytte- og gevinstbeskatningen.
Fritagsmetoden indebærer at selskaber i udgangspunktet fritages for beskatning af udbytte og gevinst på aktier mv., samtidig som fradragsretten for tilsvarende tab bortfalder. Formålet med fritagsmetoden er at undgå kædebeskatning i industrisektoren, dvs. at udbytte og gevinst beskattes flere gange for aktier ejet af selskaber.
Vigtige omkostninger i virksomhederne er lønomkostninger, finansomkostninger og generelle driftsomkostninger. I tillæg er følgende elementer vigtige, når skattepligtig indtægt i virksomhederne skal fastsættes:
- afskrivninger på driftsmidler, og gevinster/tab ved salg af driftsmidler
- varelagervurderinger
- tab på udestående fordringer

Det følger af skatteloven at "varige og betydelige" driftsmidler ikke kan udgiftsføres direkte, men kan afskrives efter nærmere angivne regler. Betingelsen for at et driftsmiddel skal betragtes som "varig og betydelig" er at det har en kostpris på 15.000 kroner eller mere, og at det har en sandsynlig brugstid på mindst 3 år. Driftsmidler med en kostpris lavere end 15.000 kroner eller med kortere brugstid end 3 år anses ikke som varige, og kan dermed udgiftsføres direkte. Afskrivninger foretages efter saldometoden med udgangspunkt i historisk kostpris. Saldometoden indebærer at afskrivningerne beregnes som en fast procent af genstående bogført værdi. Årlige afskrivningsbeløb aftager derfor efter hvert som driftsmidlet bliver nedskrevet. Det anvendes forskellige satser for forskellige typer driftsmidler. I princippet skal satserne genspejle antaget årlig værdifald, sådan at det benyttes lave satser for driftsmidler med lang brugstid, og højere satser for driftsmidler med kort levetid.
| Saldogruppe | Sats       |
| a: kontormaskiner o.l. | 30 %       |
| b: erhvervet forretningsværdi | 20 %       |
| c: vogntog, lastebiler, busser, varebiler, taxaer og køretøjer for transport af funktionshæmmede                                                                | 20 %       |
| d: personbiler, traktorer, maskiner, redskaber, instrumenter, inventar, mv.                                                                                     | 20 %       |
| e: skip, fartøjer, rigger mv. | 14 %       |
| f: fly, helikopter | 12 %       |
| g: anlæg for overføring og distribution af elektrisk kraft og elektroteknisk udrustning i kraftforetagende, og sådanne driftsmidler benyttet i anden virksomhed | 5 %        |
| h: byggeri og anlæg, hoteller, indlogeringssteder, beværtningssteder mv.                                                                                        | 4 (6/10) % |
| i: forretningsbyggeri | 2 %        |
| j: fast teknisk installation i bygninger | 10 %       |

### Formueskat
Formueskatten er en del af den samlede skattebelægning af kapital. Alle personlige skatteydere er skattepligtige for nettoformuer over indslagspunktet for formueskatten. Nettoformuen fremkommer ved samlet skattepligtig bruttoformue fratrukket gæld.
| Kommune      |                |
| Grænseværdig | 750.000 kroner |
| Sats         | 0,7 %          |
| Stat         |                |
| Grænseværdi  | 750.000 kroner |
| Sats         | 0,4 %          |

Grænseværdierne i tabellen over gælder for enlige skatteydere. For ægtefæller, som vurderes under et for fælles formue, er grænseværdierne det dobbelte af hvad tabellen viser.
Den skattemæssige værdi af ejendelene er i udgangspunktet lig markedsværdi. Det findes imidlertid enkelte særlige værdisættelsesregler. Værdien af boligejendom sættes til produktet af boligens areal og en kvadratmetersats. Kvadratmetersatsen sættes til en procentandel af beregnet omsætningsværdi per kvadratmeter, hvor det tages hensyn til boligtype, byggeår, areal og geografisk beliggenhed. Procentandelen er 25 for primærbolig og 40 for sekundærbolig. Kvadratmetersatserne fastsættes årligt af Skattedirektoratet på grundlag af beregninger fra Statistisk sentralbyrå.
Værdien af primærbolig og fritidsbolig skal nedsættes efter krav fra skatteyderne dersom den overstiger 30 % af ejendommens dokumenterede omsætningsværdi. Værdien af anden bolig (sekundærbolig) og industriejendom skal sættes ned efter krav fra skatteyder nedersom den overstiger 60 % af ejendommens dokumenterede omsætningsværdi.

### Arveafgift
Arveafgiften blev afskaffet fra og med 2014. Samtidig blev kontinuitetsprincippet indført for arv og gaver. Dette vil sige at arving / gavemodtager træder ind i testator / givers skattepositioner.
Arveafgift gjaldt i udgangspunktet for alt arv. Gaver til en del typemodtagere, bl.a. nærmeste arvinger efter loven eller til nogen som er betænkt i testamentet, var også afgiftspligtige.
| Arv og gaver til testamenterede/giverens barn, fosterbarn og forældre |      |
| Af de første 470.000 kroner                                           | 0 %  |
| Af de næste 330.000 kroner                                            | 6 %  |
| Af overskydende beløb                                                 | 10 % |
| Arv og gaver til andre modtagere                                      |      |
| Af de første 470.000 kroner                                           | 0 %  |
| Af de næste 330.000 kroner                                            | 8 %  |
| Af overskydende beløb                                                 | 15 % |

### Ejendomsskat
Ejendomsskatten er en frivillig kommunal skatteform. Kommunestyret kan udskrive ejendomsskat på faste ejendomme i hele kommunen, eller i klart afgrænsede område som helt eller delvis er udbyggede på bymæssige gader eller sådanne udbygninger der er i gang. Skatten skal udregnes efter ejendommens værdi (taksten). Satsen for Ejendomsskatten skal være mellem 2 og 7 promille af takstgrundlaget. For kraftværk gælder egne takseringsregler, som baserer sig på værdien af produktionen.
I 2010 havde 309 kommuner indført Ejendomsskat. Af disse havde 145 indført ejendomsskat i hele kommunen.

### Særskatteregimer

#### Oliebeskatning
Oliebeskatningen bygger i udgangspunktet på reglerne for den ordinære virksomhedsbeskatningen. Det er et betydelig meravkast (grundrente) knyttet til udvinding af olie og gas. Det er derfor indført en særskat på 50 % for indtægter fra petroleumsutvinding i tillæg til den ordinære overskudsskat på 28 %. Marginalskattesatsen på merafkastet i oliesektoren er dermed 78 %.

#### Kraftværksbeskatning
Kraftværksbeskatningen bygger i udgangspunkt på reglerne for den ordinære bedriftsbeskatningen. Det vil blandt andet sige at overskuddet (almindelig indtægt) beskattes med 28 %. Særskilte driftsmidler i kraftproduktion (dæmninger, tunneler, kraftstationer, maskinteknisk udrustning, generatorer og enkelte andre driftsmidler) i kraftværkerne skal imidlertid afskrives lineært. Andre driftsmidler skal afskrives efter den ordinære saldometoden. Det er et betydelig meravkast (grundrente) knyttet til produktion af vandkraft. Det beregnes 30 % skat på grundrenten i vandkraftværk. Marginalskattesatsen på meravkastet i kraftværksektoren er dermed 58 %.

#### Rederibeskatning
Rederibeskattede selskaber har skattefritaget for skibsfartsindtægter, og betaler kun en tonnageskat for fartøjer de ejer, samt i visse tilfælde for fartøjer de lejer. Skatten er baseret på skibenes nettotonnage (registerton). Denne pålægges uafhængig af om fartøjet har vært i drift eller ikke. Skattesystemet for rederiselskaber bryder med principperne som ligger til grund for den øvrige bedrifts- og kapitalbeskatningen. Det er derfor etableret en række vilkår for at afgrænse ordningen mod det øvrige skattesystemet.

## Indirekte skatter

### Moms
Moms er en generel afgift på indenlands omsætning af varer og tjenester. Det beregnes også moms ved import og ved udtag af varer og tjenester fra afgiftspligtig virksomhed. Den generelle afgiftssatsen er på 25 %. Det er en reduceret sats på 15 % for madvarer og en lav sats på 8 % for persontransport mv., biografforestillinger, overnatning mv. og NRKs public service virksomhed. I tillæg har enkelte virksomheder såkaldt nulsats, dvs. at virksomheden har fuld fradragsret for indgående moms selv om det ikke beregnes udgående moms på omsætningen.
Flere tjenesteområder er udenfor momsloven, bl.a. finansielle tjenester, helsetjenester og en række tjenester indenfor kultur og idræt. Virksomheder som er udenfor momsloven skal betale moms på anskaffelser til virksomheden, men skal ikke beregne udgående moms på vederlaget for tjenesten.
Momsen skal beregnes i alle omsætningsled. Retten til at fradragsføre indgående moms ved køb af varer og tjenester medfører at afgiften ikke belaster de afgiftspligtige virksomheder i omsætningskæden. Momsen er derfor i hovedsagen en beskatning af forbrug.

### Særafgifter
Særafgifter lægges på indførsel, produktion eller indenlandsk omsætning af nærmere angivne varer og tjenester eller som knyttes til at eje eller til at ændre ejerforhold til bestemte varer og fast ejendom.
I modsætning til momsen, hvor afgiftspligten omfatter alle led i omsætningskæden frem til forbruger, er særafgifterne begrænset til det første omsætningsled (producent, importør, osv.). De særafgiftspligtige virksomhede er som regel få, men store. Mens momsen er en generel omsætningsafgift som principielt bør omfatte omsætning af alle varer og tjenester, er særafgifterne selektive og rammer samfundets transaktionsstrømmer punktvis gennem de forskellige produkterne som er afgiftsbelagt.
Særafgifter kan være rent skattemæssigt begrundet, dvs. at de kun har til hensigt at skaffe staten indtægter, men særafgifter kan også benyttes som virkemiddel for at prise eksterne effekter, for eksempel knyttet til brug af helse- og miljøskadelige produkter. Eksempler på særafgifter er alkoholafgift, vejbrugsafgift på benzin og elektricitetsafgift.

### Told
Ved indførsel af varer skal det betales told efter toldtariffens ordinære satser vedtaget af Stortinget, med mindre det er toldfrihed i henhold til preferanceaftaler eller -ordninger eller fritag med hjemmel i stortingsvedtag. Toldtariffen angiver, i tillæg til de ordinære toldsatse, også preferansetoldsatser i henhold til indgåede handelsaftaler. Preferansetoldbehandling forudsætter at krav til varens oprindelse er opfyldt og dokumenteret. Det samme gælder for den ensidige preferanseordningen overfor udviklingsland.
Told som beskytter norske producenter fra udenlandsk konkurrence på det norske markedet, har forskellige virkninger. Importtold fører normalt til øget produktonsomkostninger for det øvrige næringsliv og dyrere varer for forbrugerne. Videre vil told reducere omfanget af handel og bidrage til at forskellige landes relative fortrin i produktion af varer og tjenester ikke bliver udnyttet fuldt ud. Gennem handel med industrivarer og tjenester har Norges konkurrencemæssige fortrin blevet bedst mulig udnyttet til høj værdiskabning og velfærd.
Toldbeskyttelsen er en vigtig del af den samlede støtten til norsk jordbrug. I tillæg kommer toldbeskyttelsen af den landbrugsbaserede fødevarindustri. Af industrivarerne er for tiden bare enkelte klæder og tekstiler pålagt told. Toldsatserne for landbrugsvarer varierer stærkt, afhængig af beskyttelsesbehovet.

## Skattepolitik
Den politiske debat om det norske skattesystem er knyttet til to hovedspørgsmål: hvad skal det samlede skatteniveau være, og hvilke målsætninger skal skattesystemet bidrage til at opnå?
Skattens hovedformål er at finansiere offentlig forbrug, offentlige investeringer og overføringer til privat sektor. Et hovedspørgsmål i den politiske skattedebat er knyttet til niveauet på de samlede skatter. Dette hænger nøje sammen med, hvilke opgaver en ønsker det offentlige skal have. De politiske modsætninger knyttet til skatteniveau og det offentliges opgaver vil som oftest følge en udpræget "højre–venstre-akse" i politikken. Partier er venstreorienterede vil normalt gå ind for et højere skatteniveau end de højreorienterede partier. Dette hænger sammen med at partierne på venstresiden normalt både vil tillægge det offentlige flere opgaver og gå ind for større overførsler fra offentlig til privat sektor end de højreorienterede partier.
Skattesystemet bliver gerne tillagt en række andre mål. Det er bred politisk enighed om at skattesystemet skal bidrage til at omfordele indtægt, men det er ingen enighed om, hvor meget af indtægtsforskellene før skat som skattesystemet bør bidrage til at reducere. Skattesystemet bliver også tillagt industripolitiske mål, distriktspolitiske mål, miljøpolitiske mål eller andre politiske mål. Der vil ofte være politisk uenighed både om målene og om brugen af skatter som virkemiddel for at opnå målene.
Endelig er det et udtalt mål at skattesystemet skal sikre effektiv ressourceudnyttelse. Dette mål har generelt tilslutning, og tilsiger at det bør være færrest mulige undtagelser, særordninger og tilpasningsmuligheder i systemet. Dette skal sikre at beslutninger er motiveret ud fra fundamentale realøkonomiske forhold og ikke ud fra skattemæssige forhold. Målet om en effektiv ressourceudnyttelse vil ofte være i konflikt med industripolitiske mål.

## Skatteudgifter og skattesanktioner
I skattereglerne er der en række undtagelser og særordninger som bidrager til at reducere de offentlige indtægter. Tab af skatteindtægter som følge af undtagelsesordninger og særregler, har fået betegnelsen skatteudgifter. Skatteudgifter kan, på tilsvarende måde som direkte overførsler og reguleringer, også være udtryk for politiske prioriteringer. Denne støtte kunne alternativt komme over budgettets udgiftsside. Tilsvarende kan det i skattesystemet også findes skattesanktioner, dvs. at det i nogen tilfælde pålægges en skat, som er højere end det, som følger af et generelt og ensartet regelværk.
En oversigt over skatteudgifter og skattesanktioner i Norge præsenteres hvert år i Prop. 1 LS Skatter og afgifter (Statsbudgettet). For 2011 er de samlede netto skatteudgifterne anslået til omkring 150 mia. NOK. Skatteudgiften knyttet til beskatning af egen bolig og fritidsejendom er den decideret største skatteudgift og udgør omkring 40 % af de samlede skatteudgifter. Andre vigtige skatteudgifter er skatteudgiften knyttet til finanskapital og pensionssparing som udgør omkring 19 % af samlede skatteudgifter og undtaget i momsssystemet som udgør omkring 14 % af de samlede skatteudgifter.

## Årshjul for indtægts- og formueskat

### Personlige skatteydere
Personlige skatteydere – lønmodtagere og selvstændig erhvervsdrivende – er forskudspligtige og betaler forskud på skat i det kalenderår indtægten optjenes.
Skatteetaten udskriver skattekort i december året før ligningsåret. Skattekortet viser hvor meget arbejdsgiver skal trække i skat og kan enten være tabelkort, procentkort eller frikort. Skattekortet er beregnet med udgangspunkt i sidste gennemførte ligning og justeret for anslået udvikling i indtægter og fradrag.
Skatteydere bør kontrollere om indtægterne og fradragene som er brugt til at beregne skattekortet giver et realistisk billede af forventede indtægter og fradrag. Dersom der har været væsentlige ændringer i skatteyderens økonomi som ikke er opfanget i skattekortet, kan skattyderen bede om at få udskrevet nyt skattekort baseret på korrigeret anslag. Dette vil bidrage til at forskudstrækket i størst mulig grad tilsvarer med udlignet skat.
Skattekortet skal arbejdstager levere til arbejdsgiver straks det er modtaget. Arbejdsgiverne skal trække skat i samsvar med skattekortet. Leveres ikke skattekort, skal det trækkes 50 procent af løn mv. og 30 procent af pensions- og andre trygdeydelser. Arbejdstager kan bede arbejdsgiver trække mere skat end skattekortet viser. Selvstændig næringsdrivende er selv ansvarlige for indbetaling af forskudsskat.
Efter udløbet af indtægtsåret laver Skatteetaten en forhåndsudfyldt selvangivelse som indeholder en oversigt over alle indtægter, fradrag, formueposter og gældsposter som er indrapporteret af tredjepart. Skatteyderen skal kontrollere og eventuelt korrigere de forhåndsudfyldte oplysninger samt supplere med indtægter, fradrag, formueposter og gældsposter som ikke er forhåndsudfyldt. Fristen for at levere selvangivelse til Skatteetaten er 30. april.
Når ligningen er gennemført, og skatten er beregnet, afregnes forskudstræk og forskudsskat i skatten. Overstiger udlignet skat det forskudstræk og den forskudskat som er godskrevet skatteyderen, opstår der restskat. Restskatten tillægges renter. Forfald for restskatten er tre uger efter at udlægning af skattelisterne er kundgjort, alligevel tidligst 20. august. Er restskatten på kr 1.000 eller mere, skal den betales i to lige store terminer med første forfald som ovenfor og andet forfald fem uger senere. Udgør udlignet skat et lavere beløb end det som er godskrevet, tilbagebetales det overskydende beløb til skatteyderen med renter.
Samtidig med skatteopgørelsen gøres skattelisterne tilgængelig for offentligheden. Skattelisterne indeholder en oversigt over almindelig indtægt, skattepligtig nettoformue og udlignet skat for personlige skatteydere. Fra 2011 er skattelisterne kun tilgængelige på Skatteetaten hjemmsider og den som vil søge efter oplysninger i skattelisten må logge sig ind med MinId. Media får en elektronisk kopi af skattelisten, men kan fra 2011 kun benytte denne til journalistisk virksomhed.

### Selskaber mv.
Juridiske personer – aktieselskaber og lignende – skal betale skatten året efter indtægtsåret. De efterskudspligtige skatteydere skal betale en del af skatten før ligning (forhåndsskat). Forhåndsskatten skal betales i to terminer med forfald 15. februar og 15. april. For udskrivning af forhåndsskat gælder at hvert terminbeløb som hovedregel skal sættes lig en tredjedel af den udlignede skat ved sidste ligning.
Efter at ligning er foretaget, og skat for det foregående år er beregnet, vil differencen mellem dette og det som er udskrevet som forhåndsskat, fremkomme som resterende skat. Den resterende skat forfalder til betaling 3 uger efter at udlægningen af skattelisterne er offentliggjort.

## Skatteunddragelse
Systemerne for fastsættelse og indkrævning af skat, afgift og told er i stor udstrækning baseret på rapportering eller andre aktiviteter fra den skatte- eller afgiftspligtige selv. Dette medfører betydelig risiko for at de som ønsker det, kan unddrage sig skatter og afgifter ved at undlade at give korrekte oplysninger om indtægts- og formueskat i traditionel forstand, ved undladelse af at foretage skattetræk og ved undladelse af at oplyse om forhold af betydning for korrekt beregning af arbejdsgiverafgift, moms, arveafgift, told og særafgifter mv.
Det foreligger ingen pålidelig statistik eller oversigt over den sorte økonomi. Gennem undersøgelser og forskning på området har der været gjort en række forsøg på at anslå omfanget af sort arbejde (samt anden uregistreret økonomisk virksomhed). I Sverige er det anslået at det samlede skattegab ("skattefelet"), dvs. det som unddrages fra beskatning, udgør omkring 5 % af BNP. Dersom omfanget af skatteunddragelser i Norge er på samme niveau som i Sverige, ville de samlede skatteunddragelser have været på omkring 135 mia. NOK i 2011.

## Historie

### Middelalder
De ældste spor af beskatning i Norge kan føres tilbage til småkongedømmerne før rigssamlingen. Dette var rejsekongedømmer, hvor kongen rejste fra gård til gård, og bønderne havde pligt til at yde naturalieydelse til kongen og andre personer i hans følge. Denne pligt kaldes veitsle. På kongsgårdene og andre veitslegårde lå de naturalieydelser som bønderne havde ydet, eller de blev ført dertil når kongen og hans følge var ventet. Denne sædvane- og pligtmæssige ydelsen fra bønderne til kongen har efter alt sandsynlighed udgjort en vigtig og nødvendig indtægtskilde for småkongedømmerne og gjorde det muligt for kongen og hans følge at leve af overskuddet fra bondesamfundet. Veitslen blev videreført, da rigskongedømmet opstod. Det tidlige rigskongedømmet havde også andre mere tilfældige skatteindtægter som finneskatten (og muligvis andre skatlandsindtægter fra Shetlandsøerne, Orknøerne, Færøerne og Hebriderne) og handels- og færdselsafgifter (landaurar).
Den anden vigtige skat som voksede frem under rigssamlingen var ledingen. Dette var oprindelig en forsvarsordning hvor alle våbenføre mænd skulle møde og kæmpe for kongen når freden var truet, men ledingen udviklede sig til at hovedsagelig være et sømilitært forsvar. Aftalen mellem konge og folk må rimeligvis fra første stund have indeholdt en manskabsordning og en udrustning- og provianteringsordning. Den vigtigste regelmæssige, ofte årvisse byrden for den leidangspligtige befolkningen, var kostydelsen til leidangsmannskapene. Denne provianteringsordningen utviklet sig til en regulær skatt, leidangsskatten. Leidangsordningen blev kodifiseret i landskapslovene (Gulatingsloven og Frostatingsloven) og senere i Magnus Lagabøtes Landslov.
Det var ikke bare kongen som indkrævede skatter. Kirken havde betydelige skatteindtægter i form af tiende. Skatten påbød alle at betale 1/10 af sin indtægt til kirken. Tiendet blev oprindelig i første række krævet af ågerbrug og kvæghold og blev lovfestet over det meste af landet i Magnus Erlingsons dage (1163–1184). Efter reformationen i 1536/1537 gik tiendet til kongen.

### Dansketid
I 1500-tallet blev skatteopkrævningen suppleret af ekstraskatter udskrevet i undtagelsetilfælde, som ved krig. Fra 1600 kom ekstrabeskatningerne stadig oftere og omkring 1620 blev skatten årlig. En del krige blev finansieret med sølvskat som ofte i realiteten var en ren konfiskering af folks sølvvarer; sølvskatten i 1610 var specielt forhadt og udløste store skattebenægtelses-bevægelser, for eksempel blandt bønderne i Agder. af og til forfattet bønderne protestbrev til kongen i København. Skatten var en Ejendomsskat hvor gårdene blev delt ind i tre takstgrupper afhængig af størrelsen på gårdene (fuldgårde, halvgårde og ødegårde). Taksterne blev fra 1640-tallet fastsat efter landskylden. I 1665 fik Norge sin første matrikel, og landskyld skulle fra da af afspejle produktionsværdien til gården. Beskatningen blev dermed en skat på forventet afkastning i jordbruget.
Udover 1600-tallet fik tolden stadig større betydning og blev statens vigtigste indtægtskilde i Norge. Satserne blev skruet op og flere vareslag blev pålagt told. Frem til omkring 1670 havde tolden først og fremmest til hensigt at skaffe staten indtægter, men tolden blev da gradvis et handelspolitisk virkemiddel ved at den beskyttet indenlandsk produktion mod konkurrence fra importerede varer.
I 1600-tallet blev det også indført særafgifter. "Forordning angående det stemplede papiir" af 16. december 1676 markeret starten på stempelafgiften. Denne afgiften har en kontinuerlig historie frem til i dag. Den har siden 1976 gået under navnet dokumentafgift.
I 1762 blev det indført en ny personskatt, ekstraskatten, på 1 riksdaler per år af hver person over 12 år. Skatten utløste en storm af forbitrelse, og etter en række klagedeputasjoner til kongen og regulære opptøyer, Strilekrigen, blev skatten reduseret og endelig opphevet i 1772.

### 1800-tallet
I 1816 blev en række ældre skatter til staten slået sammen og erstattet af en direkte land- og købstadskat (repartitionsskat). Skattebeløbet blev fordelt med 4/5 på landsbyerne og 1/5 på byerne. Skatten blev udlignet på matriklen i landsbyerne og i hovedsageligt på indtægt og erhverv i byerne. Skatten var imidlertid svært upopulær blandt bønderne, og den blev afviklet da bonderepresentanterne fik flertal i 1836. Fra 1836 til 1892 eksisterede det ingen direkte skatter til staten.
Før 1882 blev de kommunale udgifterne dækket med flere typer skatter. Skatterne blev betalt direkte til forskellige "kasser" som havde ansvar for finansiering og drift af forskellige typer kommunale tjenester. I byerne var det to hovedskatter: byskat og fattigskat. Byskatten blev oprindelig udskrevet på faste ejendomme og virksomheder, men igennem 1800-tallet blev også formue et skattegrundlag. I landsbyerne var det flere kasser end i byerne. De vigtigste var fattig- og skolekasse. Skatterne til disse blev bestemt af hhv. fattig- og skolekommissionen og blev udlignet på indtægt, formue og matrikelskyld. Efter at det kommunale selvstyre blev indført i 1837, øgede de folkevalgtes indflydelse i kommissionerne, og kommissionerne blev i løbet af 1800-tallet overført til kommunestyret.
I skattereformen af 1882 gik man bort fra ordningen med beskatning til bestemte formål eller kasser i kommuneskatten. Indtægt og formue blev obligatoriske skattegrundlag ved siden af Ejendomsskatten som var udlignet på ejendom. Indtægt og formue blev beregnet skønsmæssig af ligningsmyndighederne. I bruttoindtægten blev det fratrukket omkostninger til indtægtserhvervelse for at få antaget indtægt. Det blev derefter givet et fradrag afhængig af forsørgerbyrde for at komme frem til skattepligtig indtægt.
Det blev ikke udlignet statsskat i perioden 1836–1892. Staten fik sine indtægter fra told og særafgifter. Disse skattegrundlag var imidlertid for smalle til at dække op for væksten i statens udgifter på slutningen af 1800-tallet. I 1892 blev det derfor indført en progressiv indtægts- og formueskat til staten.

### 1900-tallet
Skattereformen i 1911 førte ikke til væsentlige ændringer i selve skattesystemet, men den tidligere ordningen med at ligningsmyndighederne skønsmæssig fastsatte indtægt og formue blev nå erstattet af at skatteyderne selv skulle indrapportere data om indtægt og formue i en selvangivelse.
Gennem hele 1800-tallet og helt frem til 1. verdenskrig var told statens vigtigste indtægtskilde. I store dele af perioden kom over 80 % af statens skatteindtægter fra told. Igennem i 1900-tallet har tolden fået stadig mindre finansiel betydning. Særafgifter var også en vigtig indtægtskilde for staten. I 1800-tallet var særligt alkoholafgiften og stempelafgiften vigtige. En stærk udbygning af særafgifterne begyndte under første verdenskrig. Det blev da indført bl.a. tobaksafgift og motorvognsafgift. Senere har det blevet indført en række særafgifter. En almindelig omsætningsafgift blev indført i 1935. Dette var en kumulativ afgift som oprindelig udgjorde 1 % af omsætningsværdien på hvert omsætningsled. Satsen blev senere øget flere ganger. I 1970 blev omsætningsafgiften erstattet af momsen.

### Skattereformen 1992
I nyere tid har det vært to større skattereformer. Den første, Skattereformen af 1992, var en gennemgribende og principielt baseret reform, som i tråd med den internationale trenden i begyndelsen af 1990'erne gik i retning af bredere skattegrundlag og lavere satser. Selskabsbeskatningen blev udformet sådan at det skattepligtige overskud så langt som mulig skulle svare til det faktiske økonomiske overskud. Dette indebar bl.a. at forskellige industrier, ejerformer, finansieringsformer og investeringer blev behandlet lige (neutralitet) og at indtægter og tilhørende udgifter var genstand for samme skattesats. I personbeskatningen blev det indført et klarere skel mellem arbejdsindtægter og kapitalindtægter (delingsmodellen – et dobbelt indtægtsskattesystem). Almindelig indtægt, indtægter fratrukket standardfradrag og fradragsberettigede udgifter, blev pålagt en flad skat på 28 %. På personindtægt, indtægt fra arbejde og pension, skulle det i tillæg betales tryghedsafgift og topskat. For at undgå at indtægter som var beskattet på selskabsniveau også blev beskattet på personniveau (dobbeltbeskatning), blev godtgørelsesfradraget for udbytter og RISK-systemet for aktiegevinster indført.

### Skattereformen 2006
Delingsmodellen indebar en stor forskel i marginalskattesatserne på indtægter fra arbejde og kapital. For selvstendig næringsdrivende var det lønsomt at omdanne arbejdsindtægter til kapitalindtægter. I skattereformen af 2006 blev indtægtsskiftingsproblemet løst ved at marginalskattesatserne på arbejdsindtægter blev reduceret, mens det blev indført udbytte- og gevinstskat med et rentefradrag beregnet på grundlag af aktiens kostpris – aktionærmodellen. Selskabsaktionærer blev fritaget for udbytte- og gevinstskat (fritagsmetoden), mens det for enkeltmandsvirksomheder og deltagerlignede selskaber blev indført en rentemetode efter lignende principper som aktionærmodellen.